# 1637 Swings
1637 Swings (1936 QO) là một tiểu hành tinh vành đai chính được phát hiện ngày 28 tháng 8 năm 1936 bởi J. Hunaerts ở Uccle.
Nó được đặt theo tên Pol Swings, nhà thiên văn học người Bỉ.